# Chang'an Eado
La Chang'an Eado (chinois : 长安 逸动 ; pinyin : Chángān Yìdòng) est une berline produite par le constructeur automobile chinois Chang'an depuis 2012. Elle en est actuellement à sa deuxième génération.
Eado signifie Extraordinary Action Dramatic Output (Action extraordinaire Sortie Dramatique).

## Première génération
La première génération de Chang'an Eado tire ses origines du concept C201 présenté au Salon automobile de Pékin 2010. La version définitive est présentée au Salon automobile de Francfort l'année suivante avant d'entrer en production en 2012. La première voiture est livrée le 27 mars 2012.
La voiture est mue par un moteur 4 cylindres en ligne 1,6 litre d'une puissance de 113 ch. Deux boîtes de vitesses sont disponibles : une manuelle de 5 rapports et une automatique de 4 rapports.
Elle est la 5e meilleure vente de la marque et la 5e berline la plus vendue en Chine.

### Eado XT/Eado XT RS

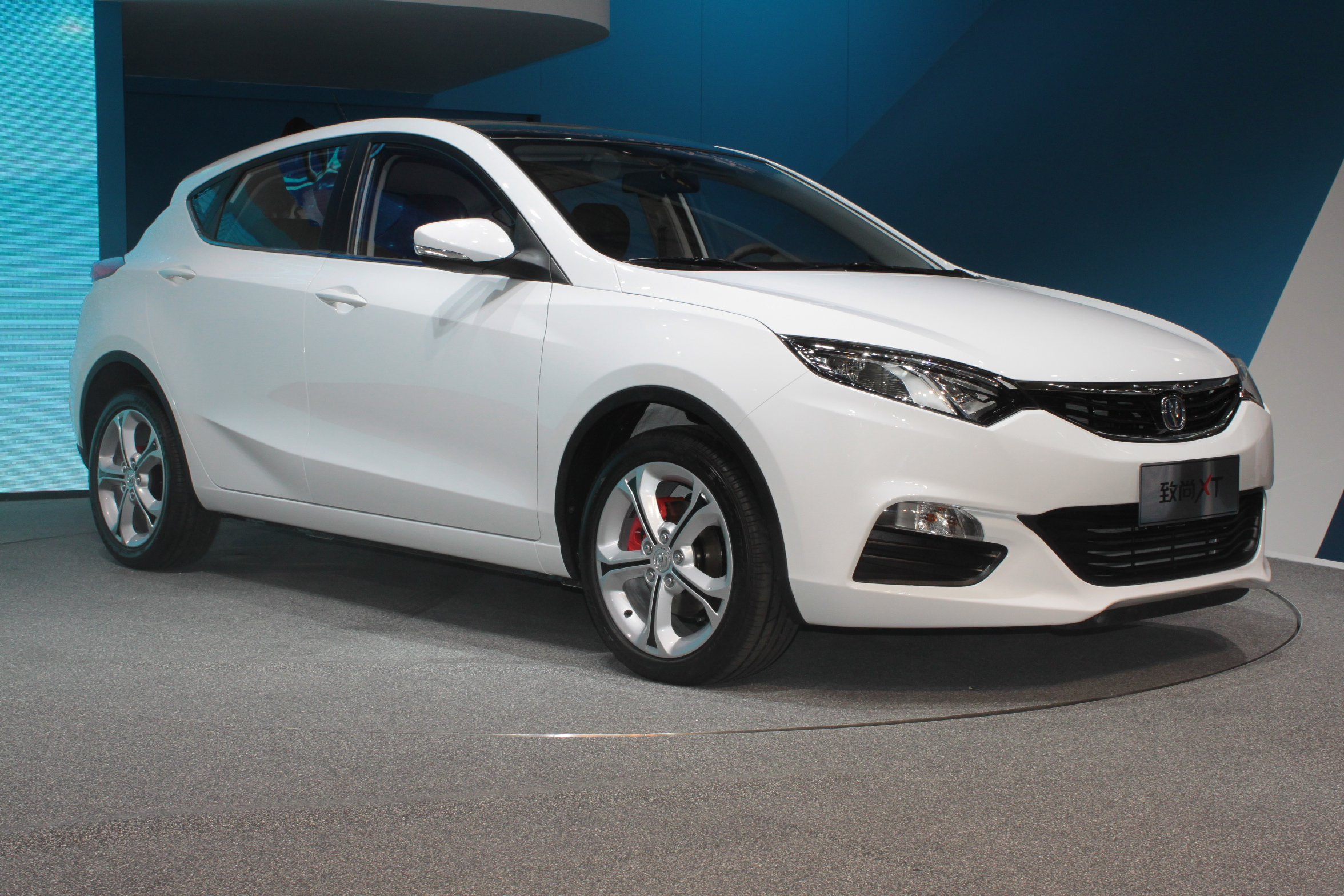
Eado XT.

Une version bicorps est présentée au Salon automobile de Shanghai 2013 dénommée XT. Elle est lancée officiellement le 28 août 2013. Une version turbo est également produite, sous le nom de Eado XT RS.

### Eado Blue
L'Eado Blue est la version hybride de l'Eado, mue par un moteur 4 cylindres en ligne de 1,5 litre de 112 ch.

### Eado EV/EV300

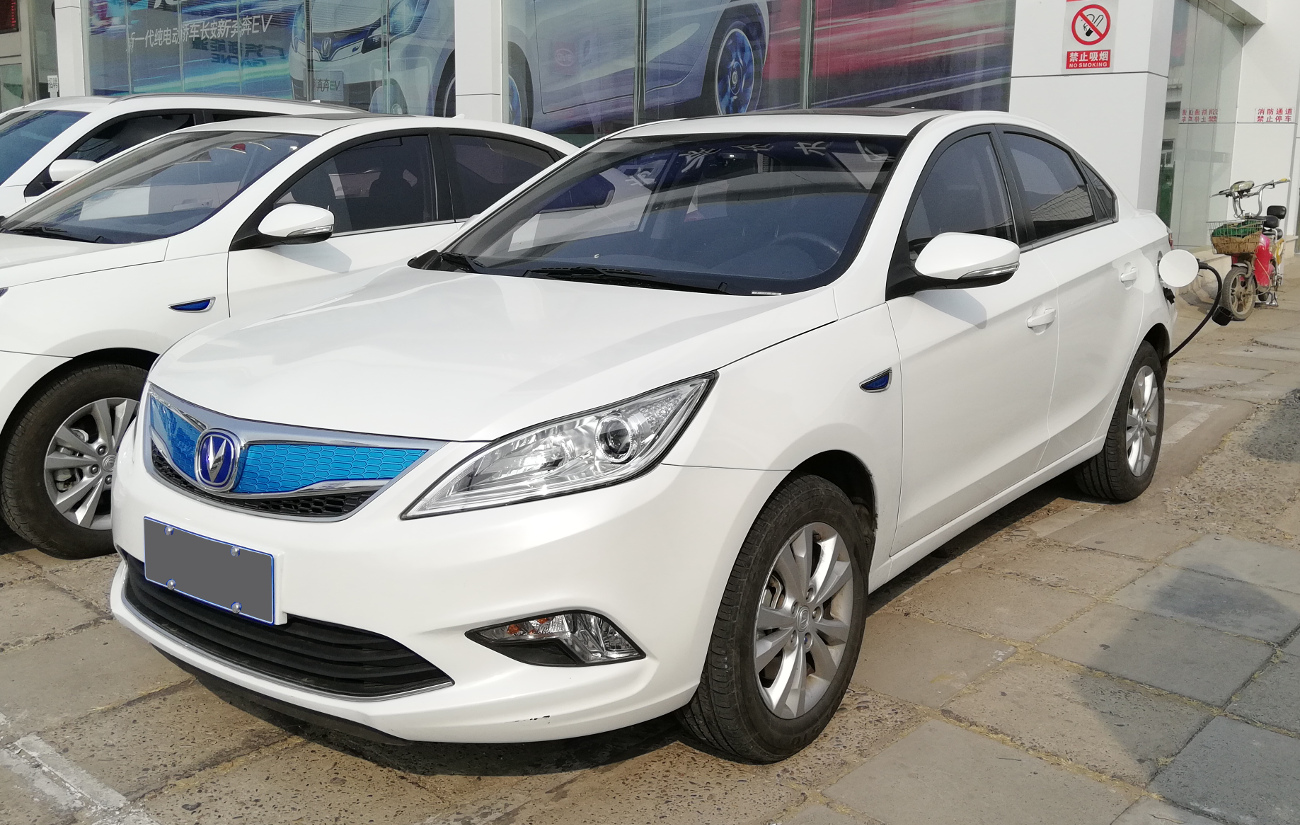
Eado EV, reconnaissable à sa calandre bleue.

L'EV est la version électrique de l'Eado. Elle est équipée d'une batterie lithium-ion de 26 kWh et d'un moteur électrique de 120 ch. La transmission est à variateur. Son autonomie est de 160 kilomètres pour une vitesse maximale de 140 km/h.
Elle est présentée pour la première fois au Salon automobile de Pékin 2014.

## Deuxième génération

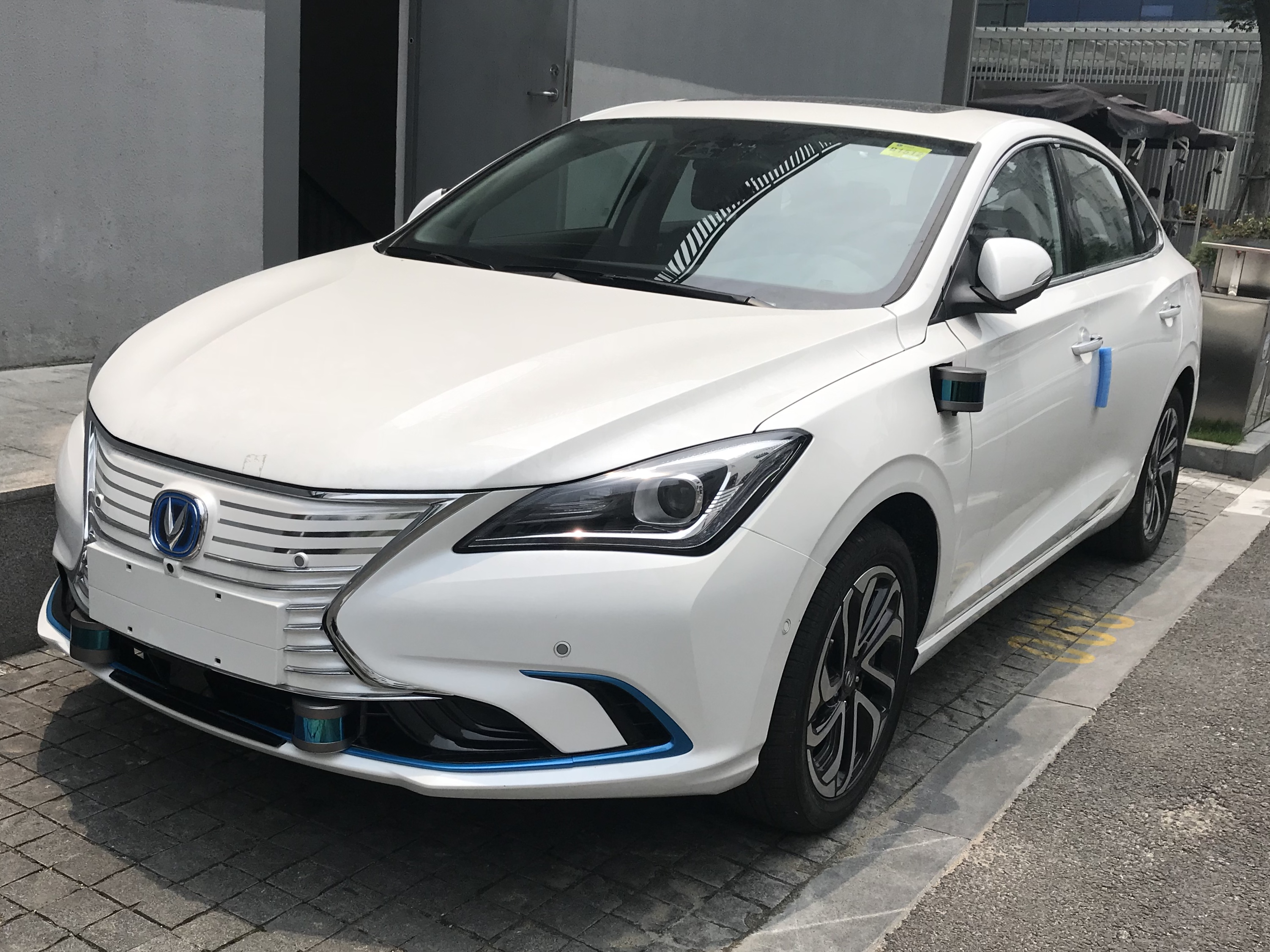
Chang'an Eado EV II.

La deuxième génération de l'Eado est lancée en 2018. Elle reprend les précédentes déclinaisons, à savoir la XT, la XT RS (reconnaissable à sa peinture bicolore rouge et noire) et la EV.
Elle dispose de nombreux équipements comme le démarrage sans clé, un ordinateur de bord, des phares à DEL, un système de parking intelligent, un assistant de démarrage en côte, six coussins gonflables de sécurité ou un ESP, ce qui lui permet de décrocher 5 étoiles au crash-test C-NCAP.
L'EV a maintenant une autonomie supérieure, passant de 160 à 200 kilomètres.